# No te creas tan importante
«No te creas tan importante» es una canción grabada por el cantante mexicano El Bebeto. La canción fue escrita por el autor Ricardo Orrantia para El Bebeto. Fue lanzada en 2014 y se trata del segundo sencillo de su tercer álbum de estudio En tu mirada. El sencillo debutó en el lugar número 1 en las listas de Monitor Latino en México.

## Video musical
El video musical de «No te creas tan importante» fue lanzado el 23 de junio de 2013, fue producido por Disa Latín Music y dirigido por José Serrano Montoya y cuenta con más de 200 millones de reproducciones en Youtube, es además el segundo videoclip con más reproducciones después de «Seremos».

## Listas

### Semanales
| País           | Lista                                   | Mejor posición |
| -------------- | --------------------------------------- | -------------- |
| México         | México Popular (Monitor Latino)         | 1              |
| México         | México Popular Airplay (Billboard)      | 13             |
| México         | México Airplay (Billboard)              | 42             |
| Estados Unidos | US Hot Latín Songs (Billboard)          | 28             |
| Estados Unidos | US Regional Mexican Airplay (Billboard) | 22             |